# ジャージャルコート郡
ジャージャルコート郡(ジャージャルコートぐん、ネパール語：जाजरकोट जिल्ला)は、ネパール北西部のカルナリ州の郡。
郡都はカランガ。
2021年国勢調査の人口は18万9365人。
面積は2230km²。 
かつては二二諸国のジャージャルコート王国が存在した。